# Фоломеев, Валентин Фёдорович
Валентин Фёдорович Фоломеев (Фаламеев, Фаломеев) (1 декабря 1930, Ишимбаево — 3 июня 1988, Кишинёв) — советский футболист, нападающий, тренер, футбольный судья. Мастер спорта СССР, заслуженный тренер Молдавской ССР.

## Биография
Воспитанник футбольной школы «Нефтяник» Ишимбай. Начинал играть в команде КФК «Спартак» Уфа (1951—1953). В чемпионате СССР выступал за клубы «Спартак» Минск (1954—1955) и «Буревестник» / «Молдова» Кишинёв (1956—1959); провёл 73 матча, забил 9 голов. В 1960 году — в составе «Виерула» Кишинёв.
Участник Спартакиады народов СССР 1956 года в составе сборной Молдавской ССР.
Старший тренер «Пищевика» Кишинёв (1961—1962). Тренер «Нистру» (1972—1978); по другим данным — 1972—1973, в 1974—1975 — старший тренер «Металлиста» Кишинёв. Старший тренер «Старта» Тирасполь (1978).
В 1967—1971 годах — боковой судья.
Погиб в результате несчастного случая в 1988 году.